# Menri trizen
De Menri trizen is de geestelijk leider van de bönreligie, een vorm van het boeddhisme die zich in Tibet naast het Tibetaans boeddhisme heeft ontwikkeld.

## Selectieprocedure
Bij de tradities in het Tibetaans boeddhisme is het resultaat van een selectieprocedure voor tulku's waaronder de hoogste reïncarnaties als dalai lama, pänchen lama, karmapa, shamarpa een keus voor een kind van hoogstens enkele jaren oud.
De opvolger van een overleden Menri trizen is altijd een volwassen man met de graad van geshe. In het religieuze perspectief wordt de keus gemaakt door dharmapala's, wezens die de dharma en daarmee het boeddhisme beschermen tegen aanvallen van buitenaf.
Zij maken hun keus voor de Menri trizen kenbaar via een divinatieprocedure, die zeer veel gelijkenis vertoont met de procedure van de Gouden urn. De laatste procedure werd in 1793 door de toenmalige Chinese keizer Qianlong ingesteld, omdat hij nepotisme in het selectiebeleid van hoge tulku's van de gelugtraditie wilde reduceren.
In de selectieprocedure van de Menri trizen worden 10 geshe's geselecteerd die verondersteld worden de geschikte eigenschappen en vaardigheden te hebben om abt van het Menri-klooster te worden ofwel de Menri trizen. De naam van ieder van de 10 lama's wordt op een papier geschreven en in een bal van tsampa (gerstmeel) geduwd. Ieder van die 10 ballen wordt in een urn gedaan en na dagen van gebed en ritueel worden uit de urn drie van die ballen geschud. Met die drie ballen wordt het proces herhaald totdat er uiteindelijk één bal overblijft met de naam van de nieuwe geestelijk leider van de bön.

## Huidige situatie
De huidige Menri trizen is Phuntsog Dargye Ling, die sinds 1968 onder de naam Lungtok Tenpei Nyima de geestelijk leider is van de bön. Hij is in 2017 overleden.